# 原田 (筑紫野市)
原田 （はるだ）は、福岡県筑紫野市にある地名。住居表示が実施している原田一丁目から原田八丁目までと住居表示の実施されていない「大字原田」もある。郵便番号は818-0024。2025年（令和7年）1月末日現在の人口は6,661人。

## 概要
筑紫野市の南西に位置しており、五郎山古墳があることから示されるように、古代から人の居住が見られ、江戸時代には長崎街道の宿場町であった。その後、福岡市の郊外という位置づけも持つ。
幹線道路は、国道3号（筑紫野バイパス）、福岡県道603号原田停車場津古線等が通る。
鉄道の駅は、市街地と大字原田の境附近に原田駅が設置されている。鹿児島本線と筑豊本線が合流するため、かつては鉄道交通の要衝であったが、筑豊本線の原田側の本数が減少し、2010年現在は「鉄道交通の要衝」とは言いにくくなっている。
大字原田は、森林が殆どを占める。地形的には、大字原田の部分を頂点に、福岡県道603号原田停車場津古線に沿った形で下り勾配となる。

## 住宅環境
一丁目から九丁目までの地域の多くは住宅地からなり、幹線道路沿いに商業地も形成されている。
原田に美しが丘などの新興住宅地も近接し、上記の歴史と街の歴史の浅さとが対比的となっている。

## 歴史
1889年の町村制施行により御笠郡筑紫村が成立。1896年4月1日の郡制施行により御笠郡は席田郡・那珂郡とともに筑紫郡となったため筑紫郡筑紫村となる。1955年3月1日に筑紫村は二日市町・山口村・御笠村・山家村と合併し筑紫野町となる。1972年4月1日に筑紫野町は市制施行し筑紫野市となる。

### 町域の変遷
| 町名町界整理実施後   | 実施年月日 | 住居表示実施前     |
| -------------------- | ---------- | ------------------ |
| 原田一丁目から八丁目 | 年不詳     | 大字原田などの一部 |

## 施設
- 筑紫神社
- 五郎山公園
- シュロアモール筑紫野

## 交通

### 道路
- 九州自動車道
  - 基山パーキングエリア[注釈 1]
- 国道3号（筑紫野バイパス）
- 福岡県道17号久留米基山筑紫野線
- 福岡県道582号山口原田線
- 福岡県道603号原田停車場津古線

### 鉄道
- JR鹿児島本線・筑豊本線原田駅

### バス
- 西鉄バス